# Kongo-Brazzaville i olympiska sommarspelen 2008
Kongo-Brazzaville i olympiska sommarspelen 2008 bestod av 5 idrottare som blivit uttagna av Kongo-Brazzavilles olympiska kommitté.

## Bordtennis
- Huvudartikel: Bordtennis vid olympiska sommarspelen 2008

Herrar
| Idrottare   | Gren   | Grundomgång          | Omgång 1                     | Omgång 2             | Omgång 3             | Omgång 4             | Kvartsfinal          | Semifinal            | Final                |
| Idrottare   | Gren   | Motståndare Resultat | Motståndare Resultat         | Motståndare Resultat | Motståndare Resultat | Motståndare Resultat | Motståndare Resultat | Motståndare Resultat | Motståndare Resultat |
| ----------- | ------ | -------------------- | ---------------------------- | -------------------- | -------------------- | -------------------- | -------------------- | -------------------- | -------------------- |
| Suraju Saka | Singel | Kou Lei (UKR) W 4-1  | Lucjan Błaszczyk (POL) L 0-4 | Gick inte vidare     | Gick inte vidare     | Gick inte vidare     | Gick inte vidare     | Gick inte vidare     | Gick inte vidare     |

Damer
| Idrottare | Gren   | Grundomgång                | Omgång 1                     | Omgång 2             | Omgång 3             | Omgång 4             | Kvartsfinal          | Semifinal            | Final                |
| Idrottare | Gren   | Motståndare Resultat       | Motståndare Resultat         | Motståndare Resultat | Motståndare Resultat | Motståndare Resultat | Motståndare Resultat | Motståndare Resultat | Motståndare Resultat |
| --------- | ------ | -------------------------- | ---------------------------- | -------------------- | -------------------- | -------------------- | -------------------- | -------------------- | -------------------- |
| Yang Fen  | Singel | Chrystal Huang (USA) W 4-2 | Elizabeta Samara (ROU) L 1-4 | Gick inte vidare     | Gick inte vidare     | Gick inte vidare     | Gick inte vidare     | Gick inte vidare     | Gick inte vidare     |

## Friidrott
- Huvudartikel: Friidrott vid olympiska sommarspelen 2008

Förkortningar
- Noteringar – Placeringarna avser endast löparens eget heat
- Q = Kvalificerad till nästa omgång
- q = Kvalificerade sig till nästa omgång som den snabbaste idrottaren eller, i fältgrenarna, via placering utan att uppnå kvalgränsen.
- NR = Nationellt rekord
- N/A = Omgången ingick inte i grenen
- Bye = Idrottaren behövde inte delta i denna omgång

Herrar
Bana och landsväg
| Idrottare                     | Gren  | Heat     | Heat      | Kvartsfinal      | Kvartsfinal      | Semifinal        | Semifinal        | Final            | Final            |
| Idrottare                     | Gren  | Resultat | Placering | Resultat         | Placering        | Resultat         | Placering        | Resultat         | Placering        |
| ----------------------------- | ----- | -------- | --------- | ---------------- | ---------------- | ---------------- | ---------------- | ---------------- | ---------------- |
| Ghyd-Kermeliss-Holly Olonghot | 100 m | 11.01    | 7         | Gick inte vidare | Gick inte vidare | Gick inte vidare | Gick inte vidare | Gick inte vidare | Gick inte vidare |

Damer
Fältgrenar
| Idrottare             | Gren      | Kval    | Kval      | Final            | Final            |
| Idrottare             | Gren      | Längd   | Placering | Längd            | Placering        |
| --------------------- | --------- | ------- | --------- | ---------------- | ---------------- |
| Pamela Mouele-Mboussi | Längdhopp | 6.06 NR | 35        | Gick inte vidare | Gick inte vidare |

## Simning
- Huvudartikel: Simning vid olympiska sommarspelen 2008